# 코메론
코메론(Komelon Corp.)은 대한민국의 줄자 기업이다. 본사는 부산광역시 사하구 장평로 73 (장림동)에 위치해 있다. 대표이사는 강동헌이다.

## 역사
한국엠파이어공업사로 설립된 후, 1974년 2월 한국도량기공업사로 상호 변경하였다.

## 참고 문헌
1. ↑  이학봉, 한국IR협의회 기술분석보고서-코메론, 2020.12.31.[깨진 링크(과거 내용 찾기)]
2. ↑  ‘형형색색 줄자’ 글로벌 입지 발판으로 커터칼 시장 공략, 동아일보, 2020.06.29
3. ↑  <9> 코메론 강동헌 사장, 부산일보, 2009-01-15
4. ↑  이성훈, 줄자 하나로 세계를 쟀소, 조선비즈, 2007.11.14
5. ↑  장인정신으로 만든 명품 줄자… 특허기술로 글로벌 시장서 인정, 동아일보, 2018.09.20
6. ↑  박영서, 한국IR협의회 기술분석보고서-코메론, 2022.02.10